# Georg Ebers

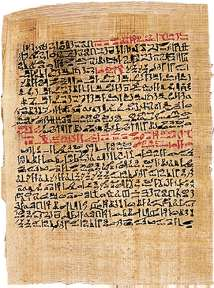
Ebers papyrus.

Georg Moritz Ebers, född 1 mars 1837 i Berlin, död  7 augusti 1898 i Tutzing, var en tysk egyptolog och författare. 
Ebers var 1870-89 professor i Leipzig. Han har givit namn åt den så kallade Papyrus Ebers, som han påträffade under resor i Egypten och Nubien. Ebers köpte papyrusrullen i Egypten 1872 av en arab som påstod sig ha funnit den mellan knäna på en mumie från nekropolen utanför staden Tebe. Man anser att Papyrus Ebers är från omkring 1550 f.Kr. Av Ebers vetenskapliga arbeten märks Ägypten und die Bücher Moses (2 band, 1868), Sinnbildliches. Die koptische Kunst (1892), Antike Portraits. Die hellenistische Bildnisse aus dem Fajjûm (1893), samt en monografi över hans lärare Karl Richard Lepsius (1885). Bland populärvetenskapliga arbeten märks Durch Gosen zum Sinai (2:a upplagan 1889), Aegypten in Bild und Wort (2:a upplagan, två band 1879).
Ebers skrev flera romaner med handling som utspelade sig i forntidens Egypten. Eine ägyptische Königstochter, publicerad 1864, rönte stor framgång. Bland hans andra verk i samma genre återfinns Uarda (3 band, 1877), Homo sum (1878), Der Kaiser (2 band, 1881) och Kleopatra (1894). Ebers valde även ämnen ur den tyska historien, såsom Die Frau Bürgmeisterin (1882, svensk översättning samma år), Ein Wort (1882, svensk översättning 1883). Hans Gesammelte Werke utgavs 1893-97 i 32 band. På svenska utgavs 1895-96 samlingen Österländska romaner, innehållande Kleopatra, En egyptisk kungadotter, Uarda, Homo sum, Systrarna, Kejsaren, Serapis, Nilsbruden, Josua och Per aspera.